# Бодо Кирххоф
Бодо Кирххоф (на немски: Bodo Kirchhoff) е немски писател, драматург и сценарист. Автор е на романи, новели, разкази и пиеси.

## Биография и творчество
Бодо Кирххоф следва от 1972 до 1979 г. педагогика във Франкфуртския университет и завършва с теза върха Жак Лакан. През 1994/95 г. е доцент в поредицата „Франкфуртски лекции по поетика“.
Кирххоф е женен и има две деца. Синът му Клаудиус е роден през 1988 г. – на него писателят посвещава книгата си „Пясъчен човек“ (Der Sandmann) (1992). През 1993 г. се ражда дъщеря му София. Заедно със съпругата си Кирххоф изнася курсове по творческо писане в Тори дел Бенако.
През 2010 г. Кирххоф разкрива в статия в списанието Шпигел, че като 12-годишен ученик многократно е бил сексуално насилван от кантора на Евангелисткия интернат при Боденското езеро. Според собствени изявления в творчеството му „винаги се търси помирение между сексуалност и слово“.
През 2016 г. новелата на Кирххоф „Сполитане“ (Widerfahrnis) спечелва „Немската награда за книга“. В новелата протагонистът се освобождава от своята меланхолия.